# 通仄
通仄，吐蕃时期曾大量使用的一种货币，有金币和铜币之分。

## 语源
“通仄”一次源自汉文“铜子”的译音，指在吐蕃境内流通的唐朝铜钱:5。

## 历史
自吐蕃赞普赤松德赞时期，吐蕃帝国开始占领原属唐朝的河陇地区，其后曾长期统治该地区。河陇地区唐人在吐蕃王朝的统治下，仍惯用唐朝铜钱，因此铜钱也在吐蕃辖区内流通，成为吐蕃王朝的一种货币:5。
藏文中提及的“通仄”有金币和铜币之分，金币应是唐朝宫廷盛行的以黄金制作的与制钱大小、形制均相同的金币，如开元通宝金币、鎏金币等。唐廷有赏赐番邦金币的习惯，应曾赏赐吐蕃使者大量金币，使者将其带回吐蕃后，使得藏文古籍中出现了黄金铸造“通仄”的记载:5-6。